# Puntate di Horizon (quarantanovesima stagione)
La quarantanovesima stagione di Horizon è stata trasmessa dal 23 luglio 2012 al 10 settembre 2012.
| Episodio | Titolo originale               | Prima TV          |
| -------- | ------------------------------ | ----------------- |
| 49x01    | #The Truth About Looking Young | 23 luglio 2012    |
| 49x02    | #Mission to Mars               | 30 luglio 2012    |
| 49x03    | #Eat, Fast and Live Longer     | 6 agosto 2012     |
| 49x04    | #How Big Is the Universe?      | 27 agosto 2012    |
| 49x05    | #How Small Is the Universe?    | 3 settembre 2012  |
| 49x06    | #Defeating the Superbugs       | 10 settembre 2012 |

## The Truth About Looking Young
Il chirurgo plastico Rozina Ali ci accompagna a scoprire gli ultimi ritrovati della scienza nel trattamento della pelle e si chiede se è possibile far sembrare la pelle più giovane senza chirurgia.

## Mission to Mars
Il dietro alle scene della NASA, mentre si preparano a far atterrare il Mars rover sul pianeta.

## Eat, Fast and Live Longer
Michael J. Mosley si è posto un obiettivo ambizioso: vuole vivere più a lungo, rimanere giovane e perdere peso. E vuole fare piccoli cambiamenti al suo stile di vita durante il percorso e quindi ci accompagna sulle ultime scoperte scientifiche sul digiuno.

## How Big Is the Universe?
I Cosmologi spiegano le ultime scoperte sulla grandezza dell'Universo.

## How Small Is the Universe?
Un viaggio nelle cose più piccole e strane dell'universo. Scienziati che sperano di provare l'esistenza di Micro buchi neri, dimensioni multiple ed universi paralleli.

## Defeating the Superbugs
Gli scienziati discutono i loro sforzi e le nuove tecniche per combattere i batteri che sono diventati resistenti agli antibiotici.